# Afganski znakovni jezik
Afganski znakovni jezik (ISO 639-3: afg), znakovni jezik za gluhe osobe u Afganistanu kojim se služi oko 500 ljudi (2007). 
U Afganistanu je priznat kao jedan od službenih jezika, a najviše se rabi u gradovima Jalalabad, Kabul, Mazar-e Sharif, Herat i Kandahar.